# Coche transbordado

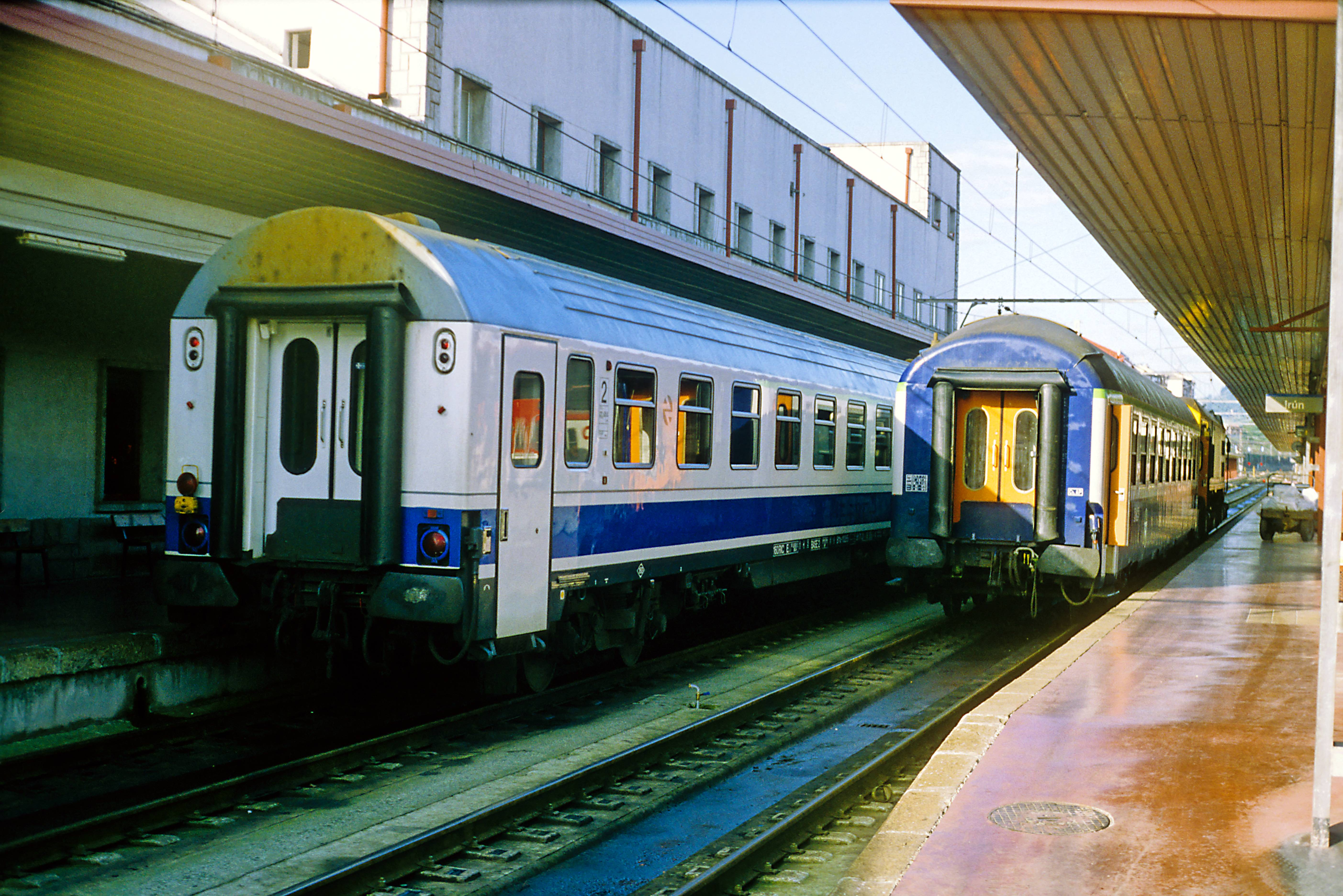
Un coche que realizaba el trayecto París-Algeciras (a la derecha) siendo maniobrado para el intercambio de bogies en la Estación de Irún, España (1993).

Un coche transbordado es un coche de pasajeros que comienza el viaje formando parte de un tren, y llega a su destino formando parte de otro.
Su propósito es evitar a los pasajeros en tránsito la necesidad de cambiar de tren ellos mismos. También permiten aumentar el número de enlaces directos ofrecidos por los operadores de trenes.
Con mayor frecuencia en forma de coche cama, los coches transbordados se han utilizado comúnmente para viajes de larga distancia, especialmente en Europa continental, aunque desde principios de la década de 1970 han ido siendo cada vez menos frecuentes.

## Ejemplo
En 2010 y 2011, el coche cama Basilea-Moscú (que recorría 2856 km en 37 horas y 11 minutos) era acoplado sucesivamente a los siguientes trenes:
- De Basilea SBB a Hannover Hbf: CNL 472 (Basilea SBB – Copenhague)
- De Hannover Hbf a Varsovia Wschodnia: EN 447 (Ámsterdam – Varsovia Wschodnia)
- De Varsovia Wschodnia a Brest: 405 (Bohumin – Brest); con cambio de bogies en la frontera internacional debido al cambio de ancho de vía internacional al ruso (de 1435 mm (4' 81/2") a 1520 mm (4' 114/5"))
- De Brest a Moscú: D 22 (Brest – Moscú).